# Eminem presents The Re-Up
Eminem Presents The Re-Up er et kompileringsalbum fra rapperen Eminem. Albummet startede som et undergrunds "mixtape" projekt. En uofficiel CD, der skulle hjælpe nye Shady Records kunstnere: Stat Que, Ca$his og Bobby Creekwater. En håndfuld numre blev produceret af The Alchemist, som også kompilerede albummet på sand mixtape vis.
Den første single og video var "You Don't Know" med Eminem, 50 Cent, Ca$his og Lloyd Banks.
| Titel                            | Producer                      | Kunstnere                                               |
| -------------------------------- | ----------------------------- | ------------------------------------------------------- |
| "Shady Narcotics (Eminem Intro)" | Eminem                        | Eminem                                                  |
| "We're Back"                     | Eminem                        | Eminem, Stat Quo, Obie Trice, Bobby Creekwater & Ca$his |
| "Pistol, Pistol (Remix)"         | Eminem & Mr. Porter           | Obie Trice                                              |
| "Murder"                         | Eminem                        | Bizarre & Kuniva fra D12                                |
| "Everything Is Shady"            | Rikanatti                     | Ca$his                                                  |
| "The Re-Up"                      | Eminem                        | Eminem & 50 Cent                                        |
| "You Don't Know"                 | Eminem                        | 50 Cent, Eminem, Cashis & Lloyd Banks                   |
| "Jimmy Crack Corn"               | Eminem                        | Eminem & 50 Cent                                        |
| "Trapped"                        | Eminem                        | Proof fra D12                                           |
| "Whatever You Want"              | Mr. Porter                    | Swifty McVay & Mr. Porter fra D12                       |
| "Talkin' All That"               | Rikanatti                     | Ca$his                                                  |
| "By My Side"                     | Focus                         | Stat Quo                                                |
| "We Ride for Shady"              | The Alchemist                 | Obie Trice & Ca$his                                     |
| "There He Is"                    | The Alchemist                 | Bobby Creekwater                                        |
| "Tryin' Ta Win"                  | The Alchemist                 | Stat Quo                                                |
| "Smack That (Remix)"             | Akon                          | Akon, Stat Quo & Bobby Creekwater                       |
| "Public Enemy #1"                | Eminem                        | Eminem                                                  |
| "Get Low"                        | Dr. Dre & Dawaun Parker       | Stat Quo                                                |
| "Ski Mask Way (Eminem Remix)"    | Disco D, Eminem, & Luis Resto | 50 Cent                                                 |
| "Shake That (Remix)"             | Nate Dogg                     | Nate Dogg, Eminem, Obie Trice & Bobby Creekwater        |
| "Cry Now (Shady Remix)"          | Witt & Pep                    | Obie Trice, Kuniva, Bobby Creekwater, Ca$his & Stat Quo |
| "No Apologies"                   | Eminem                        | Eminem                                                  |
| "Billion Bucks" (Bonus track)    | LT Moe                        | Stat Quo                                                |